# Kunčice
Kunčice är en ort i Tjeckien. Den ligger i den centrala delen av landet, 90 km öster om huvudstaden Prag. Kunčice ligger 239 meter över havet och antalet invånare är 274.
Terrängen runt Kunčice är platt. Runt Kunčice är det ganska tätbefolkat, med 75 invånare per kvadratkilometer. Närmaste större samhälle är Hradec Králové, 14,0 km öster om Kunčice. Trakten runt Kunčice består till största delen av jordbruksmark.